# 米拉贝尔宫

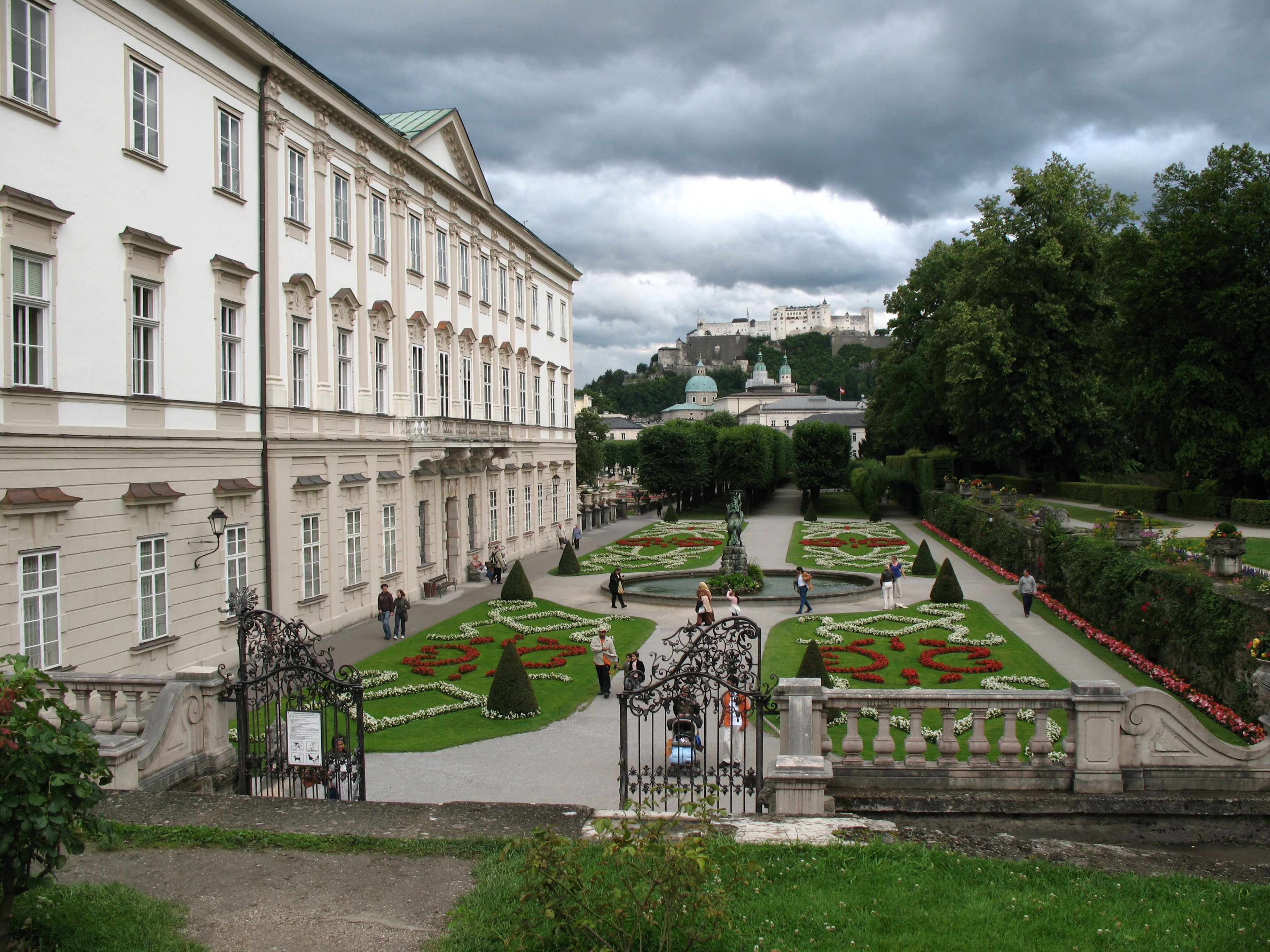
米拉贝尔宫

米拉贝尔宫（德語：Schloss Mirabell）是奥地利萨尔茨堡的主要名胜之一，巴洛克风格，模仿意大利和法国宫殿，由萨尔茨堡总主教沃尔夫·迪特里希修建于1606年。几何对称的花园内，设有四组神话主题的雕塑：埃涅阿斯、赫剌克勒斯、帕里斯和普路同，为意大利雕塑家Ottavio Mosto的作品。 
电影《音乐之声》的一些著名场景在此拍摄。 
米拉贝尔宫还是一个受欢迎的举行婚礼的地点。